# Xã White Rock, Quận Republic, Kansas
Xã White Rock (tiếng Anh: White Rock Township) là một xã thuộc quận Republic, tiểu bang Kansas, Hoa Kỳ. Năm 2010, dân số của xã này là 69 người.